# Lac de l'Orceyrette
 (décembre 2018).
Le lac de l'Orceyrette est situé sur la commune de Villar-Saint-Pancrace dans le Briançonnais (Hautes-Alpes) à 1 927 mètres d'altitude, dans le vallon de l'Orceyrette (ou vallon de Maravoise). 
Le lac de l'Orceyrette est un site renommé du Briançonnais, accessible en voiture par une route forestière au dessus des chalets des Ayes. Remarquable pour son cadre, et les nombreux pins cembro et mélèzes qui bordent ses rives, ce lac a été utilisé en 2016 comme site pour le tournage de la série Alex Hugo et du film Marseille.

## Géologie

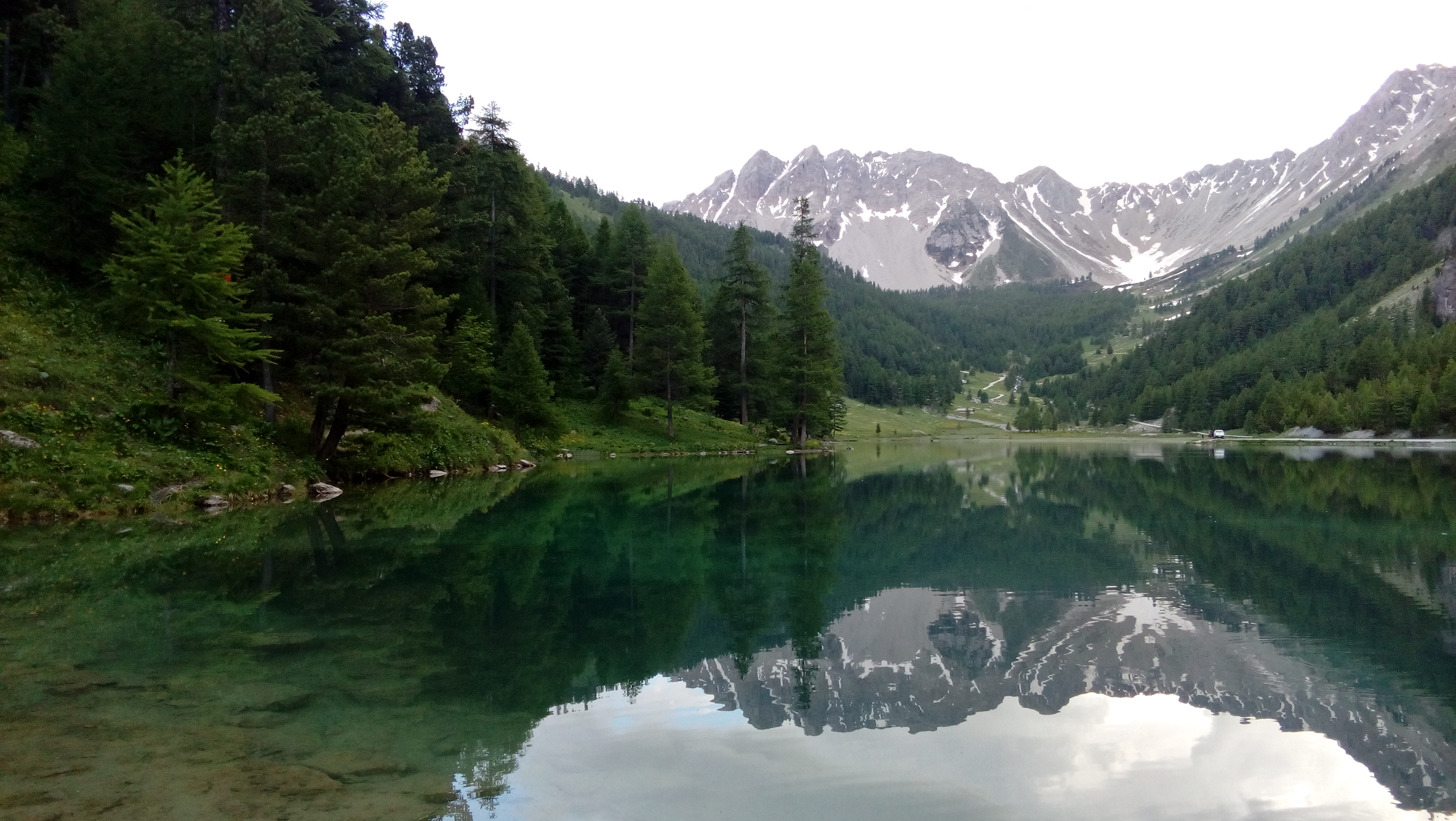
Lac de l'Orceyrette vu depuis le barrage.

Il s'agit d'un petit lac d'origine résiduelle glaciaire, qui avait fini par disparaître au début du XXe siècle à cause de la configuration du site, favorisant l'accumulation des alluvions fertiles charriées par les torrents descendant des plateaux de l'Orcière et du Clot de l'Alp qui alimentent le lac. C'est la création d'un petit barrage au début des années 1970 qui lui a permis de se reformer. Depuis quelques années le lac tend à s'enherber dans sa partie haute à cause du même procédé.
Un second petit lac a probablement existé il y a quelques siècles, au niveau du site du Plan du Peyron situé quelques centaines de mètres en aval.

## Étymologie
Le lac tire son nom des chalets d'alpage de l'Orceyrette qui bordent le lac en amont. Il s'agit d'un diminutif de l'Orcière, un autre groupement de chalets situé sur un plateau qui domine le site du lac sur le flanc ouest du vallon. En occitan alpin, Orsièra (tout comme son diminutif Orsiereta) semble dériver du mot « ours ».  